# 5942 Denzilrobert
5942 Denzilrobert eller 1983 AN2 är en asteroid i huvudbältet som upptäcktes den 10 januari 1983 av de båda amerikanska astronomerna Bruce E. Behymer och Mark S. Marley vid Palomarobservatoriet. Den är uppkallad efter de båda upptäckarnas fäder, Denzil Marley och Robert Behymer.
Asteroiden har en diameter på ungefär 13 kilometer och den tillhör asteroidgruppen Eos.